# Carl Contag

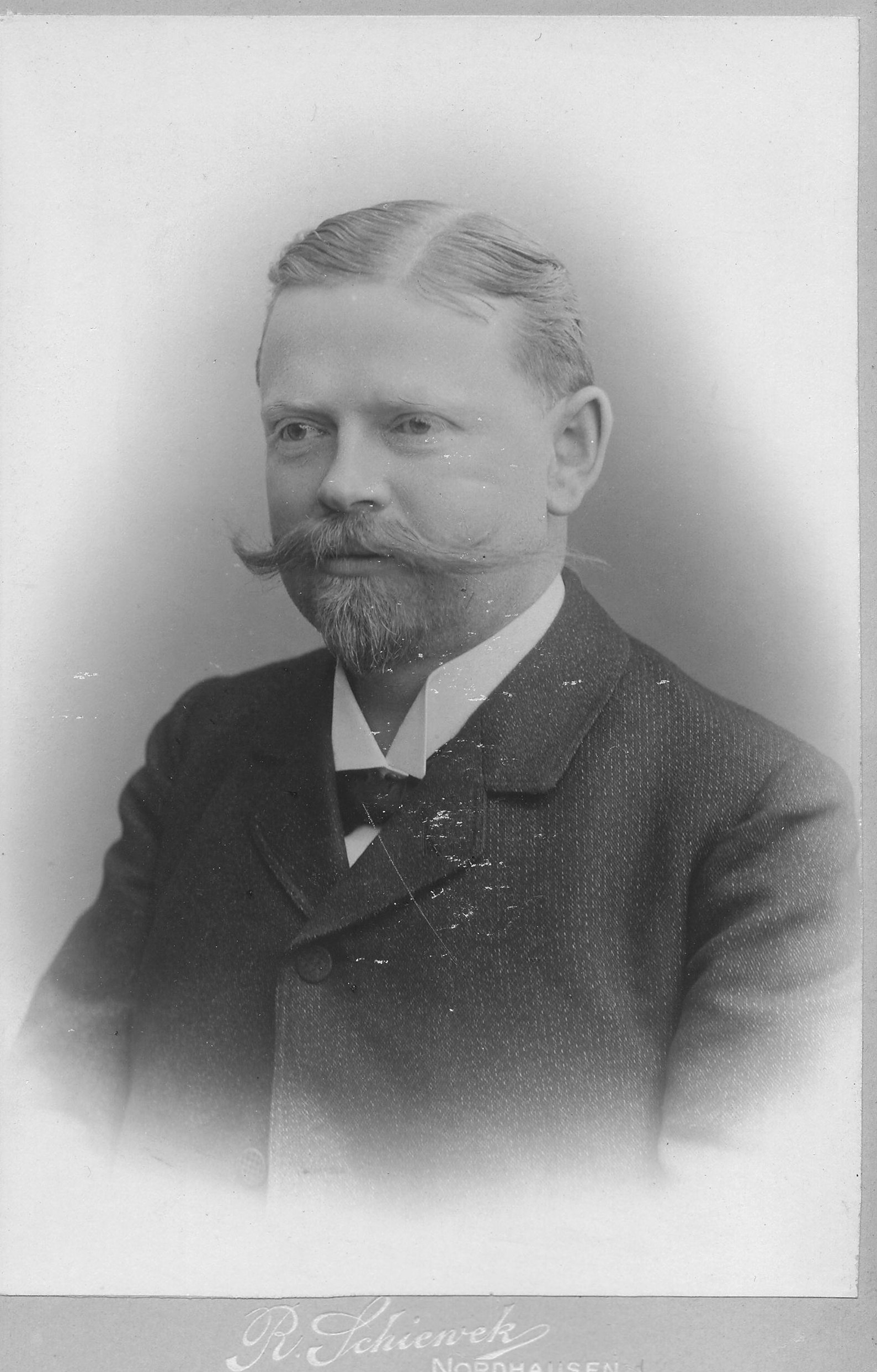
Carl Contag

Carl Ernst Contag (* 7. August 1863 in Lyck, Masuren; † 17. Februar 1934 in Nordhausen, Provinz Sachsen) war ein deutscher Verwaltungsjurist und Kommunalbeamter. Als Oberbürgermeister von Nordhausen saß er im Preußischen Herrenhaus. 

## Leben
Contag besuchte das Königliche Gymnasium Lyck und studierte an der Albertus-Universität Königsberg Rechtswissenschaft. 1881 wurde er im Corps Masovia aktiv. Als Inaktiver wechselte er an die Friedrich-Wilhelms-Universität zu Berlin. Dort wurde er 1885 zum Dr. iur. promoviert. 1889 bestand er das zweite juristische Staatsexamen und wurde zum Gerichtsassessor ernannt. Die Stadt Königsberg in Ostpreußen nahm ihn noch im selben Jahr als Magistratsassessor an. Linksliberal-freisinnig eingestellt, wurde er 1890 Stadtrat in Insterburg in Ostpreußen. 1891 kam er als Zweiter Bürgermeister nach Elbing in Westpreußen.
Die Stadtverordnetenversammlung Nordhausens wählten ihn am 19. Juli 1899 mit knapper Mehrheit zum Oberbürgermeister. Vergeblich hatte die preußische Staatsregierung versucht, die Wahl des freisinnigen Contag in der linksliberal dominierten Kommune zu verhindern. Dessen ungeachtet wurde er 1900 in das Preußische Herrenhaus berufen. Bis 1918 saß er in der „OB-Fraktion“. Im Vierteljahrhundert von Contags Amtszeit entstanden in Nordhausen Stadthaus, Stadtbad, Stadttheater und Kanalisation. Er führte die Stadt durch den Ersten Weltkrieg, die Novemberrevolution und die Hochinflation. Bei seinem Ausscheiden am 30. September 1924 wurde ihm die Ehrenbürgerwürde verliehen. Den Ruhestand verlebte er in Nordhausen und starb dort im Alter von 70 Jahren.

## Familie
Verheiratet war Carl Contag mit Margareta Lina geb. Pastenaci (1865–1911), Tochter des Adolf Pastenaci aus Tilsit (Ostpreußen). Aus der Ehe gingen fünf Kinder hervor. Ein Sohn war Werner Contag. Nach dem Tod seiner Frau heiratete er 1921 in zweiter Ehe Hertha geb. Hogrefe (1885–1971), eine Tochter von Robert Hogrefe, einem herzoglich anhaltischen Domänen-Pächter auf Schwägerau und Mitglied des Preußischen Abgeordnetenhauses. Diese Ehe blieb kinderlos.

## Schriften
- Nordhausen in der Kriegs- und Nachkriegszeit. In: Das tausendjährige Nordhausen, 2. Teil. Nordhausen am Harz 1927, OCLC 162716351, S. 305–370.